# Pfarrkirche Oberndorf bei Salzburg

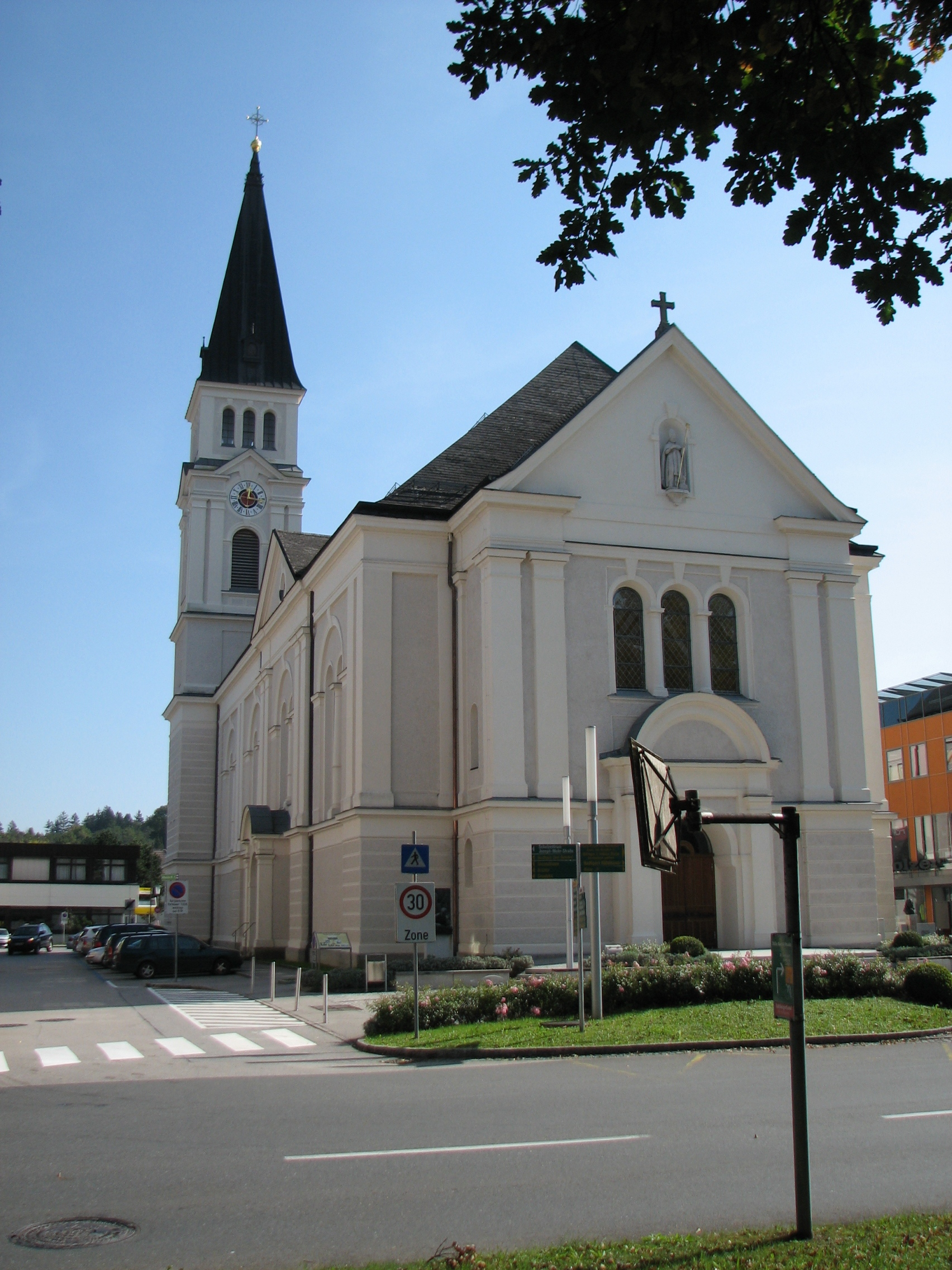
Pfarrkirche hl. Nikolaus (2011)

Die Pfarrkirche hl. Nikolaus ist eine römisch-katholische Kirche in der Gemeinde Oberndorf bei Salzburg im Bezirk Salzburg-Umgebung im Land Salzburg. Sie steht unter Denkmalschutz.

## Geschichte
Bereits ab der ersten Hälfte des 12. Jahrhunderts ist eine Nikolauskirche auf dem Gebiet des heutigen Oberndorf nachweisbar. Der erste Bau fiel 1757 einer Brandkatastrophe zum Opfer. Der Nachfolgebau wurde aufgrund wiederholter Hochwasserschäden gegen Ende des 19. Jahrhunderts baufällig. Zu Beginn des 20. Jahrhunderts fasste man den Entschluss, an einer hochwassersichereren Stelle ein neues Ortszentrum zu schaffen und eine neue Kirche zu bauen.
Obwohl schon im Bau befindlich, erfolgte die offizielle Grundsteinlegung der jetzigen Kirche erst am 19. März 1906, die Kardinal Johannes Baptist Katschthaler vornahm. Am 25. November 1907 wurde sie dann von Weihbischof Balthasar Kaltner konsekriert. Auf dem Schuttkegel der abgerissenen alten Kirche steht jetzt die 1937 eingeweihte Stille-Nacht-Kapelle.

## Architektur

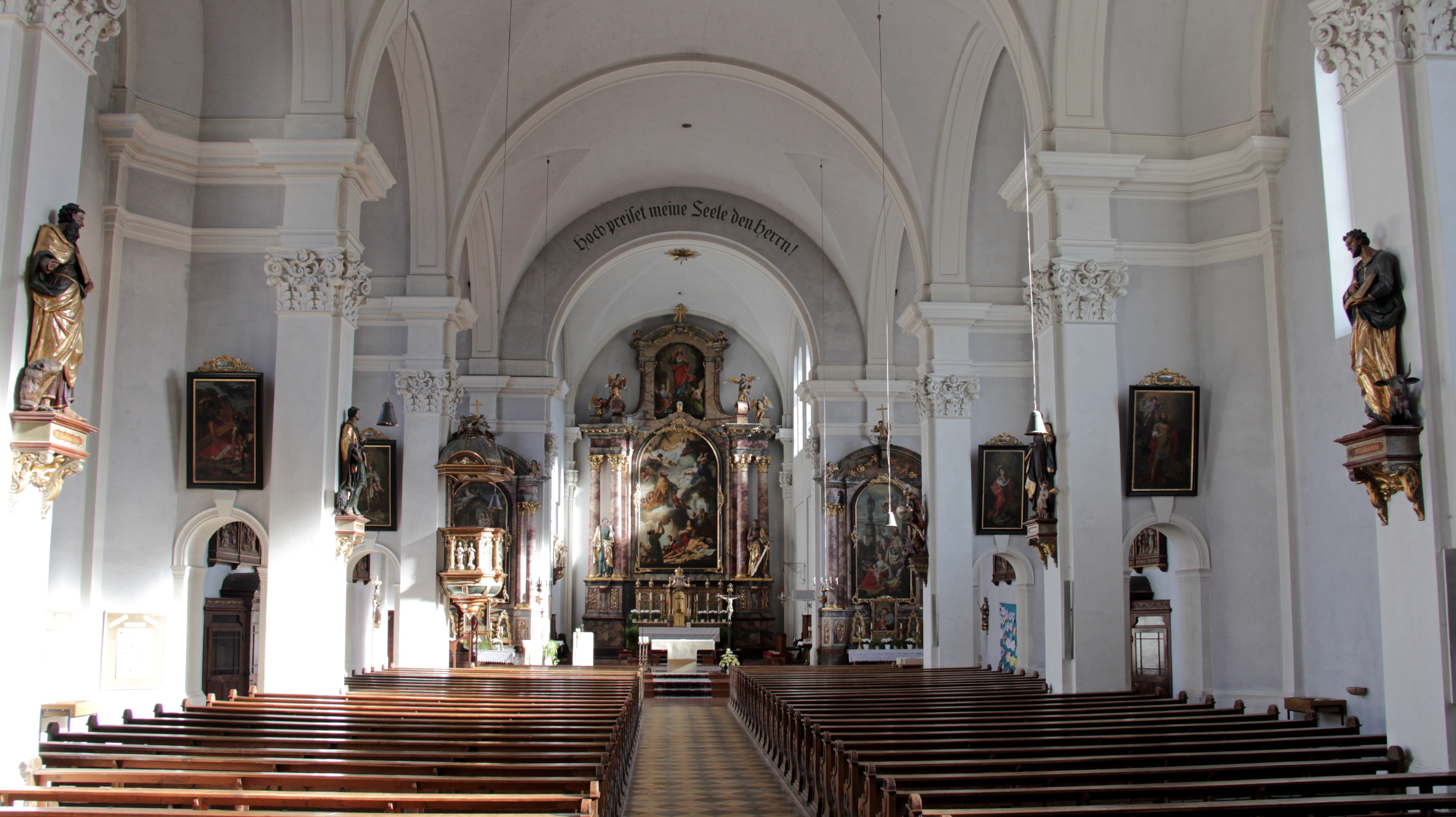
Pfarrkirche Oberndorf, Innenraum

Die Kirche ist ein einschiffiger Bau mit einem Turm im Norden. An das Langhaus mit einem Satteldach schließt ein eingezogener Chor mit geradem Schluss an. Die Fassade ist einheitlich mit Doppelpilastern und großen rundbogigen Doppelfenstern gegliedert. Die Westfassade mit einem Dreieckgiebel trägt in einer großen rundbogigen Nische die Figur hl. Rupert aus der zweiten Hälfte des 17. Jahrhunderts. Das Hauptportal hat Bronzegriffe vom Bildhauer Josef Zenzmaier (1968). Die rundbogigen Seitenportale im Norden und Süden sind vorgezogen und mit einem Dreieckgiebel bekrönt. Der fünfgeschoßige Turm mit einem Zeltdach schließt direkt im Norden an den Chor an. Östlich des Chores ist eine eingeschoßige Sakristei angebaut.
Das vierjochige Langhaus unter einem Tonnengewölbe mit Stichkappen mit einer Orgelempore im Westen hat weit in den Raum hineinstehende seitliche Pfeiler mit rundbogigen Durchgängen. Hinter dem rundbogigen Triumphbogen schließt der einjochige kreuzgratgewölbte Chor an.
Die Kirche ist nahezu baugleich mit der ebenfalls von Schlager errichteten Pfarrkirche Kleinmünchen in Linz.
Die Kirche ist ein einschiffiger Bau mit ca. 54 m Länge und 19 m Breite in West-Ost-Richtung. Der Turm der Kirche besteht aus fünf unterschiedlich hohen Geschoße, jedes der einzelnen Geschoße ist außen durch Gesimse getrennt. Damit hat der Turm mit dem Kreuz eine Gesamthöhe von 59 m. Das vierte Geschoß beherbergt ein vierstimmiges Geläut.

## Glocken
Im vierten Obergeschoß des Turmes hängen insgesamt 4 Glocken vom Typ Sext-Glocke, sie hängen auf 2 Ebenen und bestehen aus Stahl.
Die Glocken der Pfarrkirche:
Glocke 1 ⌀ 140 cm, ca. 1620 kg
Glocke 2 ⌀ 110 cm, ca. 810 kg
Glocke 3 ⌀ 91 cm, ca. 480 kg
Glocke 4 ⌀ 83 cm, ca. 340 kg

## Ausstattung

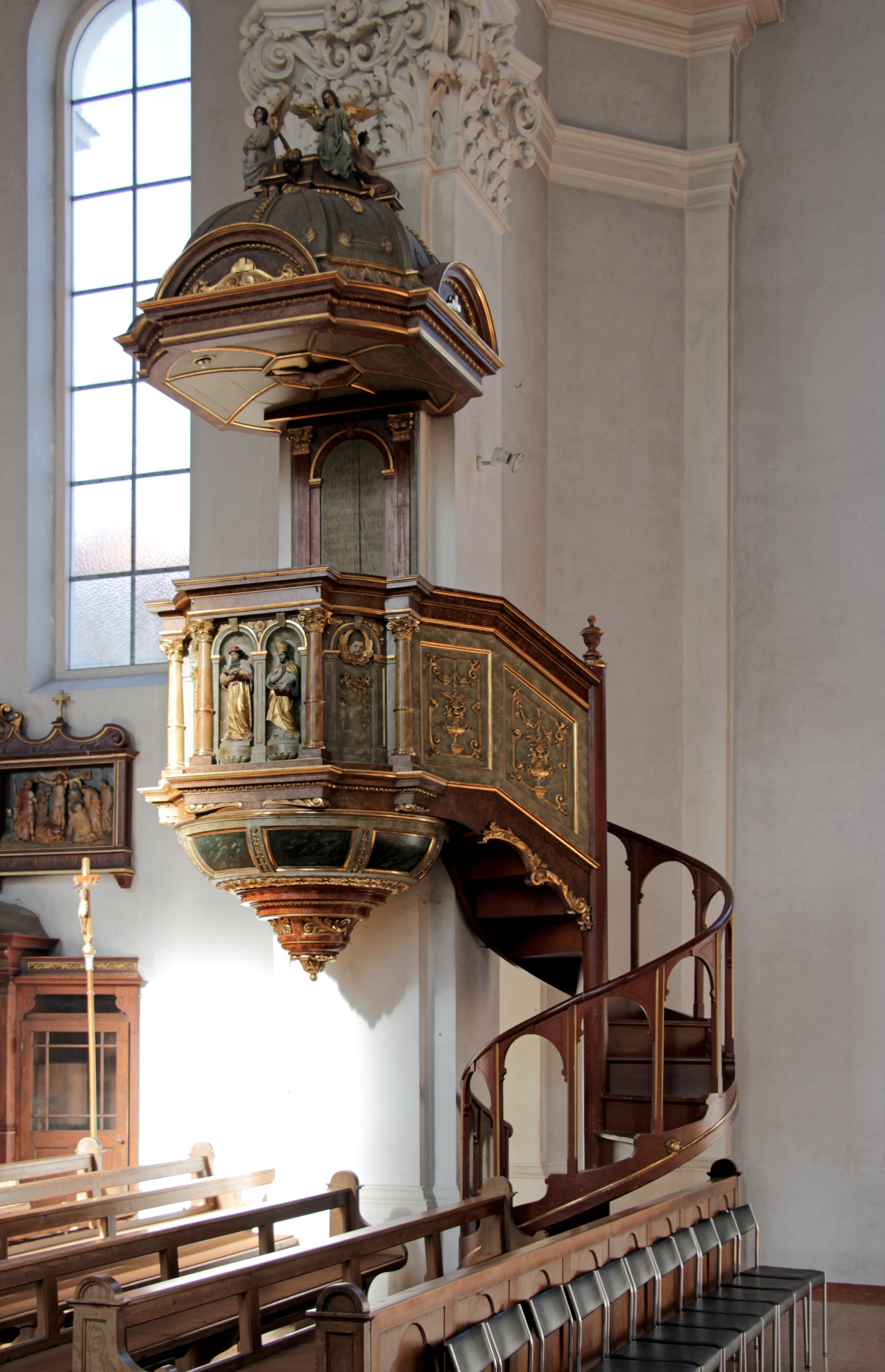
Kanzel

Die Ausstattung kommt teils aus der ehemaligen Pfarrkirche. Der Hochaltar aus 1829 zeigt das Altarbild hl. Nikolaus kniend vor der Trinität mit darunter Bittenden, die den Heiligen anflehen vom Maler Christian Wink (1775) und trägt seitlich Konsolfiguren der Heiligen Petrus und Paulus von Johann Giner (1829) und zeigt das Oberbild Herz-Jesu vom Maler Josef Gold (1905). Der seitlich in den Bogenfeldern stehende Tabernakel aus 1819 zeigt adorierende Engel von Josef Gold (1906). Die Seitenaltaraufbauten aus 1827 zeigen links das Altarbild Wunder des hl. Rupertus des Malers Franz Ignaz Oefele (1775) und das Mensabild Maria vom Guten Rat aus dem späten 18. Jahrhundert und rechts das Altarbild hl. Maximilian tauft die Heiden von Christian Wink (1775) und das Mensabild hl. Joseph des Malers Isfried Jaud (1872).
Die Kanzel trägt Statuetten der vier Kirchenväter (Ambrosius, Hieronymus, Augustinus und Gregorius) des Bildhauers Johannes Piger (1908). Es gibt ein Kruzifix und die Figur Christus an der Geißelsäule aus dem frühen 19. Jahrhundert und die Figurengruppe Pietà von 1906. Die Konsolfiguren hl. Anna Selbdritt und hl. Michael sind aus der zweiten Hälfte des 18. Jahrhunderts. Vier Figuren der Evangelisten schuf Johann Giner 1827. Die Kreuzwegreliefs schuf die Werkstatt von Jakob Adlhart der Ältere (1906). Drei Bilder um 1775 zeigen die Wetterheiligen Johannes, Paul und Donatus.
Der Taufstein, die Bänke und Beichtstühle sind von 1906.

## Orgel

Stille-Nacht-Orgel 1982

Das ursprüngliche Orgelwerk aus dem Jahre 1913 baute Albert Mauracher, es ist nicht erhalten. Das Orgelgehäuse war, wie die Kirche, von Matthäus Schlager entworfen, vom Salzburger Tischlermeister Josef Ripper angefertigt und vom Oberndorfer Maler Ripper gefasst worden. Im Jahr 1982 wurde in dieses Gehäuse die sogenannte Stille-Nacht-Orgel von der Firma Rieger Orgelbau eingebaut. Die drei mittigen, nur durch Säulen gegliederten leeren Felder wurden dabei in den Orgelprospekt einbezogen, die drei gelblich verglasten Fenster mussten folglich verblendet wurden. Die Planungen zum Orgelneubau, unter der Leitung von Pfarrer Josef Erharter, sahen im stummen obersten Pfeifenfeld ein Kronwerk oder ein Glockenspiel vor, was aber aus Kostengründen nicht realisiert werden konnte. Die im Herbst 1982 eingeweihte Stille-Nacht-Orgel war in einer Rundfunk- und Fernsehübertragung des ORF anlässlich der Christmette 1982 österreichweit zu hören und zu sehen.
Disposition 1982:
| I Hauptwerk C–g3 |                |
| Bourdon          | 16′            |
| Prinzipal        | 8′             |
| Rohrflöte        | 8′             |
| Octav            | 4′             |
| Koppelflöte      | 4′             |
| Sesquialtera II  | 2 ⁄3′ + 1 3⁄5′ |
| Superoctav       | 2′             |
| Mixtur IV        | 2 ⁄3′          |
| Trompete         | 8′             |
| Tremulant        |                |

| II Schwellwerk C–g3 |        |
| Copel               | 8′     |
| Gamba               | 8′     |
| Prinzipal           | 4′     |
| Blockflöte          | 4′     |
| Nazard              | 2 ⁄3′  |
| Gemshorn            | 2′     |
| Terz                | 1 3⁄5′ |
| Scharff IV          | 1′     |
| Dulcian             | 8′     |
| Tremulant           |        |

| Pedalwerk C–f1 |     |
| Subbass        | 16′ |
| Oktavbass      | 8′  |
| Gedackt        | 8′  |
| Choralbass     | 4′  |
| Hintersatz IV  | 2′  |
| Fagott         | 16′ |

- Koppeln: II/I, I/P, II/P.

Anmerkungen
1. ↑  Quinte 2 2⁄3′ als Halbzug
2. ↑  C–H gemeinsam mit der Copel 8′